# Parametri orbitali di Venere
Venere percorre un'orbita eliocentrica quasi circolare, che completa in 224,7 giorni, interna a quella della Terra.
Il moto di rotazione avviene in senso retrogrado, contrariamente a quanto accade per gli altri pianeti del sistema solare con l'eccezione di Urano. Inoltre, è molto lento, con Venere che completa una rotazione in 243,69 giorni - periodo maggiore rispetto a quello di rivoluzione.

## Orbita
L'orbita percorsa da Venere può essere descritta attraverso i parametri orbitali seguenti, calcolati per l'epoca J2000.0:
- Semiasse maggiore: 1,0821×108 km (0,723 au)
- Perielio: 1,0748×108 km (0,71843270 au)
- Afelio: 1,0894×108 km (0,72823128 au)
- Eccentricità: 0,0067
- Periodo orbitale: 224,701 giorni (0,615 anni)
- Inclinazione orbitale: 3,39°
- Longitudine del nodo ascendente: 76,68069°
- Argomento del perielio: 131,53298°
- Anomalia media: 181,97973°

La distanza media di Venere dal Sole è di 0,723 au, che corrispondono circa a 108,21 milioni di chilometri. L'orbita di Venere presenta un'eccentricità estremamente bassa, pari a 0,0067. Di conseguenza, la distanza del pianeta dal Sole varia di soli 730.000 chilometri (rispetto al valore medio indicato) nel corso dell'anno venusiano, con la distanza minima che è raggiunta in corrispondenza del perielio e quella massima in corrispondenza dell'afelio. Nota la forma dell'orbita, è possibile calcolarne la lunghezza, pari a circa 680 milioni di chilometri.
Venere completa una rivoluzione attorno al Sole in 224,701 giorni (224 giorni, 16 ore e 50 minuti), ovvero in circa sette mesi e mezzo. Tuttavia, il suo periodo sinodico (che corrisponde alla durata di tempo che impiega il pianeta, osservato dalla Terra, per ritornare nella stessa posizione del cielo rispetto al Sole - ad esempio, quindi, tra due congiunzioni successive) è di 583,92 giorni (pari a 1,598687 anni).
La velocità media di percorrenza dell'orbita è di 35,02 km/s. La velocità massima è raggiunta durante il passaggio per il perielio ed è pari a 35,26 km/s; viceversa, all'afelio si verifica il minimo della velocità, pari a 34,79 km/s.
Infine, l'orbita di Venere risulta inclinata di 3,39° rispetto al piano dell'eclittica (il piano dell'orbita della Terra). 

## Rotazione
Venere è coperta da una folta coltre nuvolosa, che impedisce l'osservazione diretta della superficie. Ciò ha ostacolato la determinazione delle caratteristiche di rotazione del pianeta sino alla seconda metà del XX secolo.
In particolare, osservazioni spettrografiche eseguite nei primi anni del Novecento non permisero di rilevare alcuno spostamento Doppler significativo nella luce riflessa dal pianeta. Ciò portò Vesto Slipher a concludere che il pianeta ruotasse assai più lentamente rispetto a quanto precedentemente ipotizzato sulla base delle similitudini esistenti tra Venere e la Terra. Negli anni cinquanta fu scoperto il fatto che Venere ruotasse in direzione retrograda e solo osservazioni radar eseguite negli anni sessanta permisero, infine, di misurare il periodo di rotazione di Venere con sufficiente accuratezza. I dati raccolti dalle sonde Magellano della NASA e Venus Express dell'ESA, che hanno orbitato attorno a Venere dal 1990 al 1994 la prima e dal 2006 al 2014 la seconda, sono in parziale disaccordo tra loro ed è stata valutata l'ipotesi che la rotazione del pianeta possa subire delle variazioni periodiche.
Come detto, Venere ruota su sé stessa secondo il moto retrogrado (in senso orario se osservata dalla direzione del polo nord celeste), cioè al contrario di come avviene per il Sole e per la maggior parte degli altri pianeti del sistema solare. Infatti l'asse di rotazione risulta inclinato di 177,36° rispetto al piano orbitale. La rotazione inoltre è molto lenta e, con una durata di 243,69 giorni terrestri, il giorno sidereo venusiano è superiore al periodo di rivoluzione del pianeta attorno al Sole. La velocità di rotazione all'equatore risulta di appena 6,5 km/h (1,81 m/s). È stato ipotizzato che le caratteristiche della rotazione di Venere siano state determinate dall'impatto di un enorme asteroide col pianeta.
A causa della rotazione retrograda, il moto apparente del Sole dalla superficie venusiana è opposto a quello osservato dalla Terra: chi si trovasse su Venere, quindi, vedrebbe verificarsi l'alba a ovest e il tramonto a est. Nonostante il pianeta impieghi 225 giorni terrestri per compiere una rivoluzione attorno al Sole, tra un'alba e l'altra (giorno solare) trascorrono soltanto 117 giorni terrestri perché mentre Venere ruota su se stesso in senso retrogrado, si sposta anche lungo la propria orbita, compiendo il moto di rivoluzione che procede in senso opposto rispetto a quello di rotazione. Ne deriva che lo stesso punto della superficie si viene a trovare nella stessa posizione rispetto al Sole ogni 117 giorni terrestri.

## Avvicinamenti ad altri oggetti del Sistema solare

### La Terra

Rappresentazione del movimento di Venere e della Terra attorno al Sole.

Venere è il pianeta che più si avvicina alla Terra e in occasione delle congiunzioni inferiori la distanza media tra i due corpi è di circa 41 milioni di chilometri. Essendo l'orbita di Venere quasi circolare, il massimo avvicinamento alla Terra avviene quando questa si trova al perielio. In queste occasioni e nei periodi di massima eccentricità orbitale dell'orbita terrestre, la distanza minima di Venere dalla Terra è di 38,2 milioni di chilometri.
Cinque anni sinodici corrispondono quasi esattamente a 13 anni siderali per Venere e ad 8 per la Terra; la differenza angolare nella longitudine eliocentrica dei due pianeti dopo tale periodo è di soli 2,55°. Conseguentemente, si ripetono quasi perfettamente sia le configurazioni tra i due pianeti, sia gli avvicinamenti. L'inclinazione dell'orbita di Venere rispetto a quella terrestre, pari a circa 3,4°, è sufficiente ad impedire che alle congiunzioni inferiori siano associati dei transiti, se non come due episodi, separati da 8 anni, che si ripetono ogni 243 anni.
Inoltre, negli episodi di massimo avvicinamento che si verificano ogni 13 anni, Venere rivolge alla Terra quasi la stessa faccia. Il periodo di rotazione di Venere potrebbe dunque essere stato influenzato da questa quasi risonanza tra i due pianeti.

### Mercurio
Mercurio è il pianeta che può avvicinarsi più a Venere. L'orbita di Mercurio è alquanto eccentrica. Il massimo avvicinamento è quindi raggiunto quando Mercurio è all'afelio; in tal caso, la distanza tra i due pianeti può essere di circa 38 milioni di chilometri.
Da Venere sarebbe possibile osservare dei transiti di Mercurio.

### Asteroidi
Ci sono diversi asteroidi citerosecanti, che attraversano cioè l'orbita di Venere, alcuni dei quali hanno incontri ravvicinati col pianeta.
Tra gli oggetti di rilievo ci sono gli asteroidi 524522 Zoozve e 2013 ND15.
2002 VE68 è un quasi-satellite del pianeta Venere. Osservato cioè dal pianeta, apparirebbe ruotarvi attorno, anche se in realtà l'asteroide percorre un'orbita eliocentrica. L'asteroide ha acquisito questo stato circa 7000 anni fa e lo manterrà per almeno altri 500 anni. Oltre che da Venere e dal Sole, la dinamica di 2002 VE68 è regolata anche dalla Terra, dalla Luna e da Mercurio, coi quali è in risonanza orbitale, o quasi, ed ha periodicamente incontri ravvicinati.
2013 ND15 è l'unico asteroide troiano di Venere conosciuto. L'asteroide precede il pianeta nella sua orbita attorno al Sole, librandosi attorno al punto di Lagrange L4 dell'orbita di Venere.